# 合歓山東峰
合歓山東峰（ごうかんざんとうほう）は、台湾の花蓮県秀林郷と南投県仁愛郷の境界に位置する標高3,421mの山。合歓東峰とも呼ばれている。太魯閣国家公園に属する。

## 概要
- 合歓山では北峰に次いで2番目に高く、台湾百岳では35位であった。台14線をまたいで北側は合歓山北峰や石門山、合歓尖山と、北西側は合歓山主峰と対峙する。

- 西側から南側は三方向に濁水渓によって侵食された深い渓谷があり、特に西側には濁水渓の源流がある。